# 阿都拉曼达兰
拿督斯里阿都拉曼达兰，马来西亚沙巴州古打毛律国阵巫统国会议员 。2018年6月30日，巫统党选中连任最高理事会成员一职。
在纳吉·阿都拉萨时代担任首相署部长期间，阿都拉曼达兰在一次接受英国广播公司（BBC）专访时曾坦承，美国司法部有关一马公司丑闻的文件中提及的“大马一号官员”就是纳吉。
2021年8月7日，阿都拉曼达兰宣布，他正式辞去沙巴大学（UMS）董事主席一职，即时生效。